# Noctivox clava
Noctivox clava är en insektsart som beskrevs av Desutter-grandcolas 1993. Noctivox clava ingår i släktet Noctivox och familjen syrsor. Inga underarter finns listade i Catalogue of Life.